# Loi des suspects
La Loi des suspects est votée le 17 septembre 1793 pendant la Terreur de la Révolution française. Elle marque un net affaiblissement du respect des libertés individuelles, voire une « paranoïa révolutionnaire » qui s'appuie sur une hantise des conspirations et des complots réels ou imaginaires. 

## Histoire

### Contexte
Par le décret du 29 novembre 1791, les prêtres réfractaires étaient présumés suspects. Ceux-ci, ainsi que les parents d'émigrés, furent chassés, emprisonnés et parfois massacrés par les sans-culottes à partir de la journée du 10 août 1792, qui marque l'effondrement du pouvoir royal alors que le roi est suspendu par l'Assemblée législative. Après les capitulations de Mayence (23 juillet 1793) et de Valenciennes (28 juillet 1793), la Convention renforce son régime d'exception, ainsi tous les étrangers sont déclarés d'arrestation. Le Tribunal criminel extraordinaire est doté de pouvoirs et de compétences accrus. Toulon se livre aux Anglais le 28 août. Lyon est en insurrection. Merlin de Douai propose un doublement du Tribunal révolutionnaire. Dès le 5 septembre 1793, après les décrets de Danton contre les ennemis du peuple,  Billaud-Varenne propose à la Convention que l'on « mette  en état d'arrestation tous les contre-révolutionnaires et les hommes suspects ». C'est à cette occasion qu'est définie juridiquement la catégorie des suspects qui inclut non seulement les aristocrates et leurs familles, les prêtres réfractaires mais également les « boutiquiers, les gros commerçants, les agioteurs […] les ennemis de la Révolution » .

### Législation

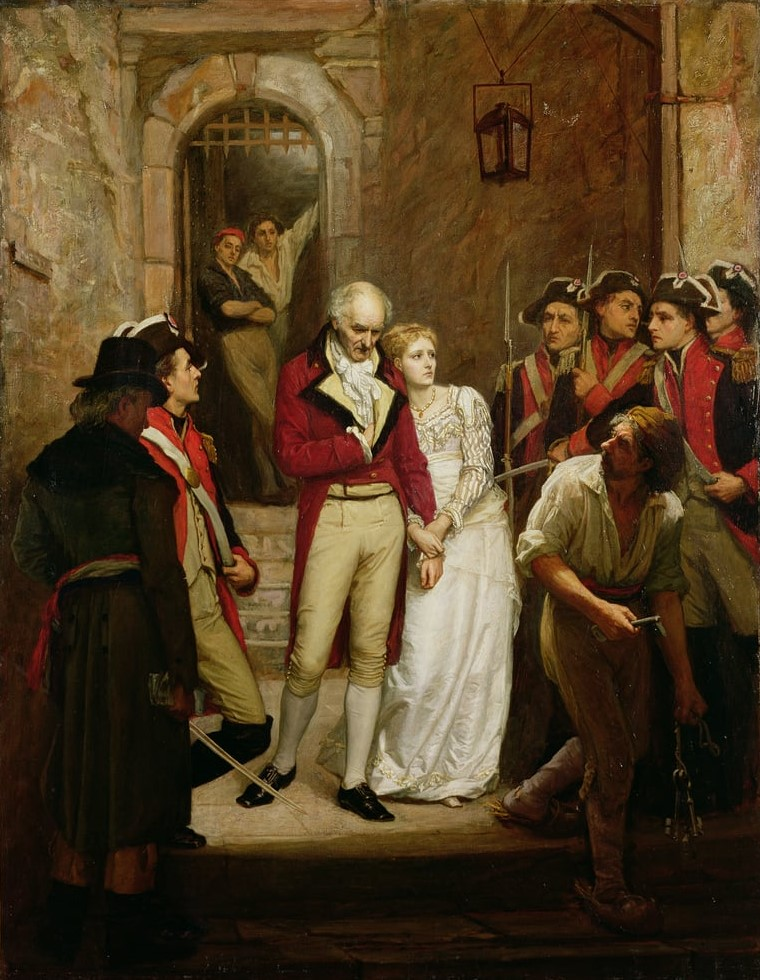
An Incident in the French Revolution, huile sur toile de Walter William Ouless, vers 1870.

Cette « loi » est en fait un décret voté par la Convention nationale sur la proposition de Merlin de Douai et de Jean-Jacques-Régis de Cambacérès.
Sont désignés suspects ceux « qui, soit par leur conduite, soit par leurs relations, soit par leurs propos ou leurs écrits, se sont montrés partisans de la tyrannie ou du fédéralisme et ennemis de la liberté, ceux qui ne pourront pas justifier, de la manière prescrite par le décret du 21 mars dernier, de leurs moyens d'exister et de l'acquis de leurs devoirs civiques ; ceux à qui il a été refusé des certificats de civisme, les fonctionnaires publics suspendus ou destitués de leurs fonctions par la Convention nationale ou par ses commissaires et non réintégrés, ceux des ci-devant nobles, ensemble les maris, femmes, pères, mères, fils ou filles, frères ou sœurs, et agents d'émigrés, qui n'ont pas constamment manifesté leur attachement à la Révolution, ceux qui ont émigré dans l'intervalle du 1er juillet 1789 à la publication du 30 mars – 8 mars 1792, quoiqu'ils soient rentrés en France dans le délai prescrit par ce décret ou précédemment ».
Cette loi ordonnait l'arrestation de tous les ennemis avoués ou susceptibles de l'être de la Révolution (nobles, parents d'émigrés, fonctionnaires destitués, officiers suspects de trahison, et accapareurs). L'exécution de cette loi, dont le contenu fut encore durci en 1794, et les arrestations furent confiées aux comités de surveillance et non aux autorités légales. Les textes sur les suspects atteignent les émigrés et les prêtres insermentés.
Le 11 octobre 1793, la Commune de Paris, en la personne de Chaumette,  décrit les caractères permettant de distinguer les suspects dont la fameuse disposition : « Ceux qui n'ayant rien fait contre la liberté, n'ont aussi rien fait pour elle », souvent attribué à tort à la loi des suspects.
Le nombre de suspects sous la Terreur a été évalué par Donald Greer à 500 000 personnes, à partir d'études locales. C'est également lui qui évalue de 35 à 40 000 le nombre de victimes, dont 16 594 exécutés suivant les formes légales, les autres exécutions correspondant aux zones de guerre civile . Selon l'estimation d'Albert Mathiez, qui part du nombre de suspects à Paris — plus de 8 000 à la veille de Thermidor, dont 6 000 d'origine parisienne, il s'élève à 300 000 personnes. Jean-Clément Martin quant à lui estime que cette loi « va envoyer au bas mot 400 000 personnes en prison ». Pour Louis Jacob, les déclarations postérieures au 9-Thermidor, notamment les discussions à la Convention, permettent d'établir un total de 70 000 suspects. Selon Jean Tulard, il y eut 500 000 prisonniers et 300 000 personnes assignées en résidence surveillée. Jean-Louis Matharan, de son côté, considère que « tout chiffre global de suspects détenus reste en l'état des travaux de pure conjecture », d'autant que, d'août 1792 à thermidor an II, « les libérations des suspects emprisonnés ont été ininterrompues », même si elles ont été bien moins nombreuses que les arrestations, et que les réclamations ont souvent abouti à une libération rapide ou à une durée de détention moindre.
La loi tombe en désuétude avec l'élargissement — entamé avant Thermidor — de nombreux suspects durant l'été 1794, et avec le remplacement des comités révolutionnaires des sections, chargés de l'exercice pratique de la répression, sous la direction du Comité de sûreté générale, par des comités de surveillance, au nombre d'un par district, le 7 fructidor (24 août). Elle est supprimée en octobre 1795, lors de l'installation du Directoire.

## Extrait
D’après l’article 8 :
« Les frais de garde seront à la charge des détenus, et seront répartis entre eux également : cette garde sera confiée de préférence aux pères de famille et aux parents des citoyens qui sont ou marcheront aux frontières. Le salaire en est fixé, par chaque homme de garde, à la valeur d'une journée et demie de travail. »

## Homonymie
Il ne faut pas la confondre avec la loi de sûreté générale ou loi des suspects, adoptée sous Napoléon III en 1858 et qui permit de punir de prison toute tentative d'opposition et autorisa, entre autres, l'arrestation et la transportation (déportation sans jugement) d'un individu condamné pour délit politique depuis 1848.